# Hypseocharis tridentata
Hypseocharis tridentata är en näveväxtart som beskrevs av August Heinrich Rudolf Grisebach. Hypseocharis tridentata ingår i släktet Hypseocharis och familjen näveväxter. Inga underarter finns listade i Catalogue of Life.